# صموئيل برايس
صموئيل برايس (بالإنجليزية: Samuel Price)‏ هو محامي وسياسي أمريكي، ولد في 28 يوليو 1805 في الولايات المتحدة، وتوفي في 25 فبراير 1884 في نفس البلد. حزبياً، نشط في الحزب الديمقراطي. وقد انتخب عضو مجلس الشيوخ الأمريكي.